# Stephen Donnelly
Stephen Donnelly, né le 14 décembre 1975, est un homme politique irlandais, membre du Fianna Fáil.
Il est député de 2011 à sa défaite aux élections générales en 2024 et ministre de la Santé du 27 juin 2020 au 23 janvier 2025.